# Condado de La Paz
O Condado de La Paz é um dos 15 condados do estado americano do Arizona. A sede do condado é Parker, e sua maior cidade é Parker.
O condado possui uma área de 11 690 km² (dos quais 35 km² estão cobertos por água), uma população de 19 715 habitantes, e uma densidade populacional de 2 hab/km² (segundo o censo nacional de 2000).
O condado foi fundado em 1983.